# T.R. Knight
Theodore Raymond Knight (Minneapolis (Minnesota), 26 maart, 1973) is een Amerikaanse acteur, die het meest bekend is geworden door zijn rol als Dr. George O'Malley in de televisieserie Grey's Anatomy.

## Privéleven
T.R. Knight trouwde in oktober 2013 met Patrick Leahy.

## Filmografie

### Series
- The Flight Attended  (2019) als Davey
- Genius (2017) als J. Edgar Hoover
- Grey's Anatomy (2005-2009) als Dr. George O'Malley
- Charlie Lawrence (2003) als Ryan Lemming

### Film
- Garmento (2002) als Daniel

### Gast
- CSI: Crime Scene Investigation (2004) als Zero Adams
- Law & Order: Criminal Intent (2004) als Neil Colby
- Frasier (2003) als Alex
- Sesame Street als 'Private I'

- Gemeinsame Normdatei: 1059470780
- International Standard Name Identifier: 0000 0000 4909 4395
- Library of Congress Control Number: no2006103298
- Virtual International Authority File: 41602365
- WorldCat: E39PBJvRRXdx7xKrQ9wMTFCbBP